# (9667) Amastrinc
(9667) Amastrinc es un asteroide perteneciente al cinturón de asteroides, región del sistema solar que se encuentra entre las órbitas de Marte y Júpiter.
Fue descubierto el 29 de abril de 1997 por el equipo del proyecto Spacewatch desde el observatorio Nacional de Kitt Peak.

## Designación y nombre
Designado provisionalmente como 1997 HC16, fue nombrado por Amateur Astronomers Inc., una organización de aficionados a la astronomía que fue fundada en 1949. Después de 1961, la AAI se mudó a Union College, Cranford, Nueva Jersey, donde construyó e instrumentó el excelente Observatorio William Miller Sperry y participa en investigación y educación.

## Características orbitales
Amastrinc está situado a una distancia media del Sol de 2,442 ua, pudiendo alejarse hasta 2,874 ua y acercarse hasta 2,009 ua. Su excentricidad es 0,177 y la inclinación orbital 2,395 grados. Emplea 1393,84 días en completar una órbita alrededor del Sol.
Pertenece a la familia de asteroides de (135) Hertha.

## Características físicas
La magnitud absoluta de Amastrinc es 14,29. Tiene 7,384 km de diámetro y su albedo se estima en 0,049.